# آيفون 7
آيفون 7 (بالإنجليزية: iPhone 7) هو النسخة السابعة لأجهزة الآيفون من شركة آبل الأمريكيَّة. تمَّ الإعلان عنه بتاريخ 9 سبتمبر عام 2016، وطُرِح في الأسواق يوم 16 سبتمبر 2016، تم تطويره عن سلفه السابق، الآيفون 6، بنسبة 40% من حيث الميزات، وإزيل مدخل السماعة الخارجي ودُمِج مع مخرج الشحن، عند تمرير الجهاز ورفعه تضيء الشاشة، وأصبح زر الـHome لمس، وهو ليس قابل للضغط كالنسخ السالفة، مع أحد المميزات الحديثة التي تقدمها شركة أبل والتي تعطي إحساس النقر على الزر في حين عدم وجود نقر فعلي. تم بيع أكثر من 5 ملايين جهاز خلال أول يومين من طرحه في الأسواق.

## إصدار آيفون 7 بلس

### الخصائص

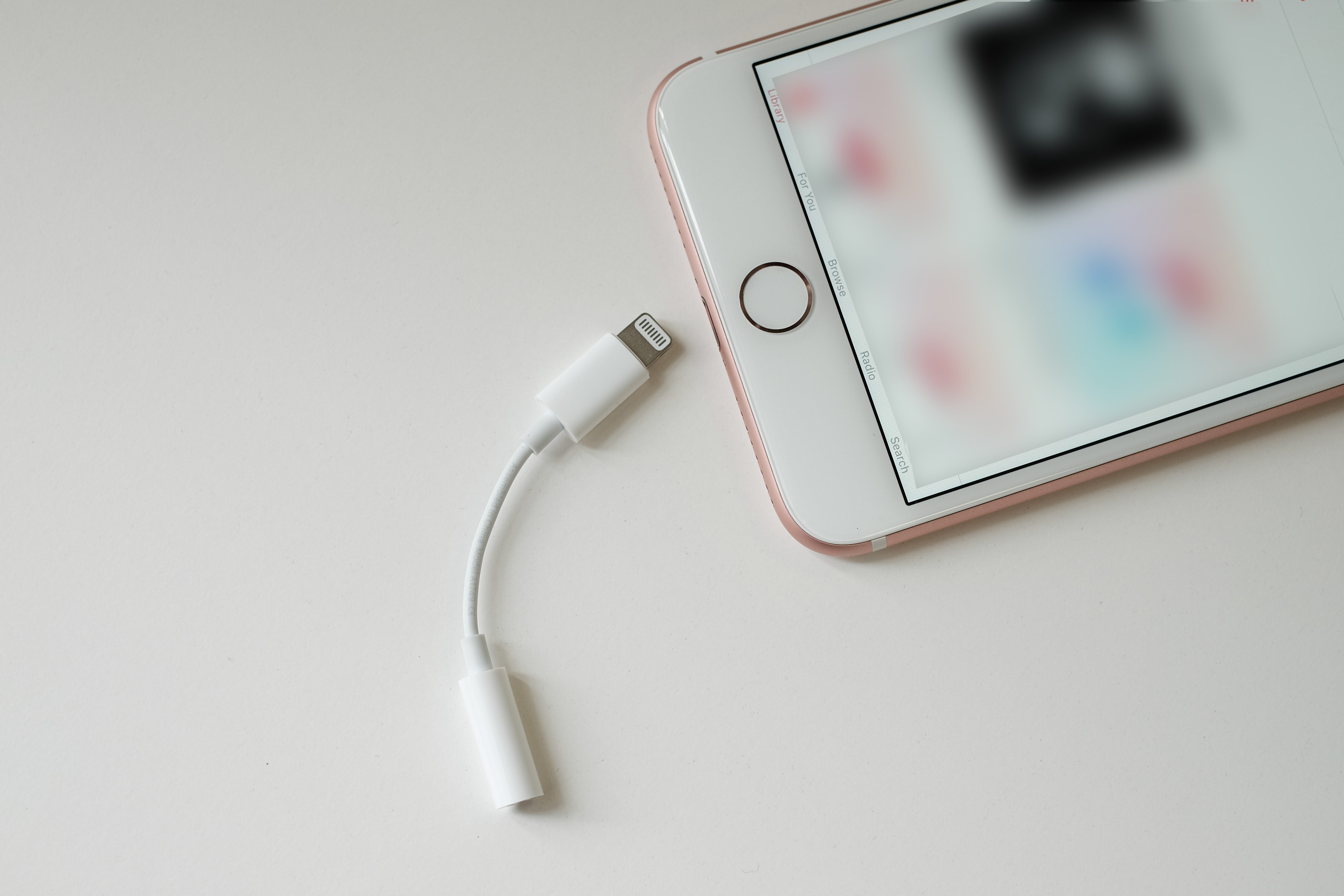
الآيفون 7 بلس

يأتي آيفون 7 بلس برام 3 جيجا، ونظام تشغيل آي أو إس إصدار 10.3.2. أما المعالج فهو رباعي النواة بتردد 2.3 جيجا هرتز. كما يتوفر على سماعات ستيريو، في حين تتميز الكاميرا الأمامية للآيفون 7 بلس بدقة عالية تبلغ 7 ميجا بكسل، وبفتحة عدسة 2.2. أما الكاميرا الخلفية فتتألف من كاميرتين بدقة 12 ميجا بكسل، لكن الكاميرا الأولى بفتحة عدسة 1.8 فقط والثانية 2.2. ويتميز الآيفون 7 بلس بمقاومته للماء وفق ip67 بمعنى أنه مقاوم للغبار وللماء بعمق متر لمدة نصف ساعة. كما أن بطاريته تحتوي على 2900 مل أمبير ولا يدعم الشحن السريع واللاسلكي، في حيت أن السعة التخزينية تختلف من هاتف لآخر وذلك ما بين 32/128/256 جيجا بايت، كما ان شاشته تاتى بمقاس 5.5 إنش بكثافة بيكسلات 401 بيكسل لكل إنش ويأتى بميزة 3D تاتش كما أن طوله يصل إلى 15.82 سم وعرض يبلغ 7.79 سم وسماكة 7.3 مم

### السعر
| النسخة             | السعر     |
| ------------------ | --------- |
| نسخة 32 جيجا بايت  | 769 دولار |
| نسخة 128 جيجا بايت | 869 دولار |
| نسخة 256 جيجا بايت | 969 دولار |